# Rector (Arkansas)
Rector – miasto w Stanach Zjednoczonych, w stanie Arkansas, w hrabstwie Clay.